# Фотакис, Йоргос
Йо́ргос Фота́кис (греч. Γιώργος Φωτάκης; 29 октября 1981, Каламата) — греческий футболист, полузащитник.

## Карьера

### Клубная
Йоргос Фотакис начал профессиональную карьеру в клубе ПАОК из города Салоники в 1998 году. В 2000 году полузащитник на правах аренды выступал за клуб «Калитея», за который провёл 8 матчей и не забил ни одного гола. С 2000-го по 2006 год Георгиос играл за клуб «Эгалео», выступавший в низших лигах Греции. За «Эгалео» Фотакис забил 12 мячей в 138-и играх. В январе 2006 года полузащитник перебрался в Шотландию, подписав контракт с клубом «Килмарнок», но участия в матчах за этот клуб так и не принял.
В начале сезона 2006/07 Фотакис вернулся в Грецию, подписав контракт с клубом «Лариса», за который в течение трёх лет принял участие в 67 матчах, забив в них 7 голов. В 2009 году Йоргос вновь вернулся в ПАОК.

### В сборной
Перед тем как попасть в основную сборную, Йоргос Фотакис выступал за молодёжную сборную Греции. Также полузащитник участвовал в Олимпийских играх 2004 года в составе олимпийской сборной своей страны, приняв участие во всех трёх матчах своей команды.
В основную сборную Йоргос был вызван в сентябре 2009 года и уже 14 октября дебютировал в ней в матче отборочного турнира к ЧМ-2010 против сборной Люксембурга (2:1). 17 ноября 2010 года Фотакис забил свой первый мяч за сборную в товарищеском матче против сборной Австрии (2:1). 11 октября 2011 года полузащитник забил свой второй мяч на международном уровне, поразив ворота сборной Грузии в матче отборочного турнира к ЧЕ-2012 (2:1).
В мае 2012 года Фотакис был включён главным тренером сборной Греции Фернанду Сантушем в число участников Евро-2012. На Евро Йоргос дебютировал 12 июня в матче второго тура против сборной Чехии (1:2), выйдя на поле в основном составе и был заменён в начале второго тайма на Теофаниса Гекаса, забившего впоследствии единственный в этом матче гол сборной Греции.